# Milon-la-Chapelle
 Milon-la-Chapelle  es una comuna y población de Francia, en la región de Isla de Francia, departamento de Yvelines, en el distrito de Rambouillet y cantón de Chevreuse.
Su población en el censo de 1999 era de 339 habitantes.
No está integrada en ninguna Communauté de communes.

## Demografía
| 282 | 233 | 288 | 340 | 335 | 339 |
| Para los censos de 1962 a 1999 la población legal corresponde a la población sin duplicidades (Fuente: INSEE [Consultar]) |     |     |     |     |     |